# Eliminacje Mistrzostw Europy w Piłce Nożnej 2020/Grupa D
W Grupie D eliminacji do Euro 2020 brały udział następujące zespoły:
- Szwajcaria
- Dania
- Irlandia
- Gruzja
- Gibraltar

## Tabela
| Zespół     | Pkt | M | W | R | P | Br+ | Br− | +/− |
| ---------- | --- | - | - | - | - | --- | --- | --- |
| Szwajcaria | 17  | 8 | 5 | 2 | 1 | 19  | 6   | +13 |
| Dania      | 16  | 8 | 4 | 4 | 0 | 23  | 6   | +17 |
| Irlandia   | 13  | 8 | 3 | 4 | 1 | 7   | 5   | +2  |
| Gruzja     | 8   | 8 | 2 | 2 | 4 | 7   | 11  | -4  |
| Gibraltar  | 0   | 8 | 0 | 0 | 8 | 3   | 31  | -28 |

|            | Szwajcaria | Dania | Irlandia | Gruzja | Gibraltar |
| ---------- | ---------- | ----- | -------- | ------ | --------- |
| Szwajcaria | X          | 3:3   | 2:0      | 1:0    | 4:0       |
| Dania      | 1:0        | X     | 1:1      | 5:1    | 6:0       |
| Irlandia   | 1:1        | 1:1   | X        | 1:0    | 2:0       |
| Gruzja     | 0:2        | 0:0   | 0:0      | X      | 3:0       |
| Gibraltar  | 1:6        | 0:6   | 0:1      | 2:3    | X         |

## Wyniki
| 23 marca 2019 15:00 CET | Gruzja | 0:2(0:0)Raport | Szwajcaria · 56' Zuber · 80' Zakaria | Stadion im. Borisa Paiczadze, Tbilisi Widzów: 49 207 Sędzia: Craig Pawson |
|                         |        |                |                                      |                                                                           |

| 23 marca 2019 18:00 CET | Gibraltar | 0:1(0:0)Raport | Irlandia · 49' Hendrick | Victoria Stadium, Gibraltar Widzów: 2 000 Sędzia: Anastasios Papapetrou |
|                         |           |                |                         |                                                                         |

| 26 marca 2019 20:45 CET | Szwajcaria · Freuler 19' · Xhaka 66' · Embolo 76' | 3:3(1:0)Raport | Dania · 84' Jørgensen · 88' Gytkjær · 90+3' Dalsgaard | St. Jakob-Park, Bazylea Widzów: 18 352 Sędzia: Damir Skomina |
|                         |                                                   |                |                                                       |                                                              |

| 26 marca 2019 20:45 CET | Irlandia · Hourihane 36' | 1:0(1:0)Raport | Gruzja | Aviva Stadium, Dublin Widzów: 40 317 Sędzia: Serdar Gözübüyük |
|                         |                          |                |        |                                                               |

| 7 czerwca 2019 18:00 CET | Gruzja · Gwilia 30' · Papunaszwili 59' · Arweladze 76' (k.) | 3:0(1:0)Raport | Gibraltar | Stadion im. Borisa Paiczadze, Tbilisi Widzów: 18 631 Sędzia: Antti Munukka |
|                          |                                                             |                |           |                                                                            |

| 7 czerwca 2019 20:45 CET | Dania · Højbjerg 76' | 1:1(0:0)Raport | Irlandia · 85' Duffy | Parken, Kopenhaga Widzów: 34 610 Sędzia: Cüneyt Çakır |
|                          |                      |                |                      |                                                       |

| 10 czerwca 2019 20:45 CET | Dania · Dolberg 13', 63' · Eriksen 30' (k.) · Poulsen 73' · Braithwaite 90+3' | 5:1(2:1)Raport | Gruzja · 25' Lobżanidze | Parken, Kopenhaga Widzów: 15 387 Sędzia: Robert Schorgenhofer |
|                           |                                                                               |                |                         |                                                               |

| 10 czerwca 2019 20:45 CET | Irlandia · J. Chipolina 29' (sam.) · Brady 90+3' | 2:0(1:0)Raport | Gibraltar | Aviva Stadium, Dublin Widzów: 36 281 Sędzia: Radu Petrescu |
|                           |                                                  |                |           |                                                            |

| 5 września 2019 20:45 CET | Irlandia · McGoldrick 85' | 1:1(0:0)Raport | Szwajcaria · 74' Schär | Aviva Stadium, Dublin Widzów: 44 111 Sędzia: Carlos del Cerro Grande |
|                           |                           |                |                        |                                                                      |

| 5 września 2019 20:45 CET | Gibraltar | 0:6(0:2)Raport | Dania · 6' Skov · 34' (k.), 50' (k.) Eriksen · 69' Delaney · 73', 78' Gytkjær | Victoria Stadium, Gibraltar Widzów: 2 076 Sędzia: Jonathan Lardot |
|                           |           |                |                                                                               |                                                                   |

| 8 września 2019 18:00 CET | Szwajcaria · Zakaria 37' · Mehmedi 43' · Rodríguez 45+4' · Gavranović 87' | 4:0(3:0)Raport | Gibraltar | Stade Tourbillon, Sion Widzów: 8 318 Sędzia: Pavel Orel |
|                           |                                                                           |                |           |                                                         |

| 8 września 2019 18:00 CET | Gruzja | 0:0(0:0)Raport | Dania | Stadion im. Borisa Paiczadze, Tbilisi Widzów: 21 456 Sędzia: François Letexier |
|                           |        |                |       |                                                                                |

| 12 października 2019 15:00 CET | Gruzja | 0:0(0:0)Raport | Irlandia | Stadion im. Borisa Paiczadze, Tbilisi Widzów: 24 385 Sędzia: Marco Guida |
|                                |        |                |          |                                                                          |

| 12 października 2019 18:00 CET | Dania · Poulsen 85' | 1:0(0:0)Raport | Szwajcaria | Parken, Kopenhaga Widzów: 35 964 Sędzia: Aleksei Kulbakov |
|                                |                     |                |            |                                                           |

| 15 października 2019 20:45 CET | Szwajcaria · Seferović 16' · Duffy 90+3' (sam.) | 2:0(1:0)Raport | Irlandia | Stade de Genève, Genewa Widzów: 24 766 Sędzia: Szymon Marciniak |
|                                |                                                 |                |          |                                                                 |

| 15 października 2019 20:45 CET | Gibraltar · L. Casciaro 66' · R. Chipolina 74' | 2:3(0:2)Raport | Gruzja · 10' Kharaishvili · 21' Kankawa · 84' Kwilitaia | Victoria Stadium, Gibraltar Widzów: 1 455 Sędzia: Paolo Valeri |
|                                |                                                |                |                                                         |                                                                |

| 15 listopada 2019 20:45 CET | Szwajcaria · Itten 77' | 1:0(0:0)Raport | Gruzja | Kybunpark, St. Gallen Widzów: 16 400 Sędzia: Danny Makkelie |
|                             |                        |                |        |                                                             |

| 15 listopada 2019 20:45 CET | Dania · Skov 12', 64' · Gytkjær 47' · Braithwaite 51' · Eriksen 85', 90+4' | 6:0(1:0)Raport | Gibraltar | Parken, Kopenhaga Widzów: 24 033 Sędzia: István Vad |
|                             |                                                                            |                |           |                                                     |

| 18 listopada 2019 20:45 CET | Gibraltar · Styche 74' | 1:6(0:1)Raport | Szwajcaria · 10', 84' Itten · 50' Vargas · 57' Fassnacht · 75' Benito · 86' Xhaka | Victoria Stadium, Gibraltar Widzów: 2079 Sędzia: Benoît Millot |
|                             |                        |                |                                                                                   |                                                                |

| 18 listopada 2019 20:45 CET | Irlandia · Doherty 85' | 1:1(0:0)Raport | Dania · 73' Braithwaite | Aviva Stadium, Dublin Widzów: 50 000 Sędzia: Felix Brych |
|                             |                        |                |                         |                                                          |